# سفيرية
السفيرية هي طبق جزائري تقليدي يعود أصله إلى مدينة الجزائر. يُحضَّر من الخبز القديم أو البسكويت أو فتات الخبز، ويُقدَّم مع اللحم أو الدجاج في صلصة بيضاء لذيذة.

## الأصل
السفيرية هي أكلة شعبية جزائرية نشأت في بيوت الجزائر خلال العهد العثماني. كانت تعد بشكل رئيسي من قبل فقراء الجزائر الذين كانوا يعيدون استخدام الخبز القديم لتحويله إلى كروكيت، وذلك لإعداد هذا الطبق الشهي.

## المكونات
المكونات المستخدمة بشكل رئيسي:
- خبز قديم
- لحمة
- الجبن القابل للدهن
- بيضة
- القرفة
- الحمص

يمكن استخدام أنواع أخرى من اللحوم مثل:
- الدجاج.

المكونات التي يمكن إضافتها كمكملات غذائية:
- بَقدونس

يُعتبر السفيرية طبقًا يوميًا عاديًا، كما يُحضَّر أيضًا بشكل خاص خلال شهر رمضان.

## الروابط الداخلية
- المطبخ الجزائري

## الملاحظات والمراجع
1. ↑  Cuisine algérienne. 2008. ص. 62. ISBN:978-2-84416-769-9. 3.
2. ↑  Multicultural Cookbook of Life-cycle Celebrations. 2000. ص. 473. ISBN:978-1-57356-290-4. 88.
3. ↑  Exotic Food. 1971. ص. 161. ISBN:978-0-7073-1543-0..